# Plaetoria
La lex Plaetoria o lex Letoria va ser una llei romana establerta l'any 263 aC a proposta del tribú de la plebs Marc Pletori Plauci (o potser Letori Plauci). En virtut d'aquesta llei el que deixava diners a un menor no els podia reclamar; també ordenava crear una curatela a favor dels menors quan aquestos ho demanessin i sense esperar que fessin la petició els que eren bojos o pròdigs; els menors havien de ser restituïts in integrum si havien estat perjudicats dolosament; prohibia estipular clàusules o contractes als menors i si ho feien no eren vàlides. La majoria d'edat s'establia en els 25 anys. Els judicis contra els acusats de defraudar als menors haurien de ser públics.